# نظریه گراف

نمایش تصویری یک گراف

نظریه گراف شاخه‌ای از ریاضیات است که دربارهٔ گراف‌ها بحث می‌کند. این مبحث در واقع شاخه‌ای از توپولوژی است که با جبر و نظریه ماتریس‌ها پیوند مستحکم و تنگاتنگی دارد. نظریهٔ گراف برخلاف شاخه‌های دیگر ریاضیات نقطهٔ آغاز مشخصی دارد و آن انتشار مقاله‌ای از لئونارد اویلر، ریاضیدان سوئیسی، برای حل مسئله پل‌های کونیگسبرگ در سال ۱۷۳۶ است.
پیشرفت‌های اخیر در ریاضیات، به ویژه در کاربردهای آن موجب گسترش چشمگیر نظریهٔ گراف شده‌است به گونه‌ای که هم‌اکنون نظریهٔ گراف ابزار بسیار مناسبی برای تحقیق در زمینه‌های گوناگون مانند نظریه کدگذاری، تحقیق در عملیات، آمار، شبکه‌های الکتریکی، علوم رایانه، شیمی، زیست‌شناسی، علوم اجتماعی و سایر زمینه‌ها گردیده‌است.

## تاریخچه
برخلاف شاخه‌های دیگر ریاضیات، سیر نظریهٔ گراف آغاز معینی در زمان و مکان دارد و آن مسئلهٔ هفت پل کونیگسبرگ است که در سال ۱۷۳۶ توسط لئونارد اویلر حل شد. در سال ۱۷۵۲ قضیهٔ اویلر برای گراف‌های مسطح ارائه می‌شود. اما پس از آن به مدت تقریباً یک قرن فعالیت اندکی در این زمینه صورت گرفت.
در سال ۱۸۴۷، گوستاو کیرشهف نوع خاصی از گراف‌ها به نام درخت را مورد بررسی قرار داد. کیرشهف این مفهوم را هنگام تعمیم قوانین اهم برای جریان الکتریکی در کاربردهایی که حاوی شبکه‌های الکتریکی بودند به‌کار گرفت. ده سال بعد، آرتور کیلی همین نوع گراف را برای شمارش ایزومرهای متمایز هیدروکربن‌های اشباع‌شدهٔ CnH2n+2 {\displaystyle \left(n\in \mathbb {Z} ^{+}\right)} به‌کار برد.
در همین دوران شاهد حضور دو ایدهٔ مهم دیگر در صحنه هستیم. ایدهٔ اول حدس چهار رنگ بود که نخستین بار توسط فرانسیس گوثری در حدود سال ۱۸۵۰ مورد تحقیق قرار گرفت. این مسئله سرانجام در سال ۱۹۷۶، توسط کنث ایپل و ولفگانگ هیکن و با استفاده از یک تحلیل رایانه‌ای پیچیده حل شد.
ایدهٔ مهم دوم، دور همیلتونی بود. این دور به افتخار سر ویلیام روآن همیلتون نامگذاری شده‌است. او این ایده را در سال ۱۸۵۹ برای حل معمای جالبی حاوی یال‌های یک دوازده وجهی منتظم (گراف همیلتونی) به‌کار گرفت. یافتن جوابی برای این معما چندان دشوار نیست، ولی ریاضیدانان هنوز در پی یافتن شرایطی لازم و کافی هستند که گراف‌های بیسوی حاوی مسیر یا دورهای همیلتونی را مشخص کنند.
پس از این کارها تا بعد از سال ۱۹۲۰ فعالیت اندکی در این زمینه صورت گرفت. مسئلهٔ مشخص کردن گراف‌های مسطح را کازیمیر کوراتوفسکی، ریاضیدان لهستانی، در سال ۱۹۳۰ حل کرد. نخستین کتاب دربارهٔ نظریهٔ گراف در سال ۱۹۳۶ منتشر شد. این کتاب را ریاضیدان مجار، دنش کونیگ، که خود محقق برجسته‌ای در این زمینه بود، نوشت. از آن پس فعالیت‌های بسیاری در این زمینه صورت گرفته و رایانه نیز در چهار دههٔ اخیر به یاری این فعالیت‌ها آمده‌است.

## تعریف
تعریف دقیق‌تر گراف به این صورت است، که گراف مجموعه‌ای از رأس‌ها است، که توسط خانواده‌ای از زوج‌های مرتب که همان یال‌ها هستند به هم مربوط (وصل) شده‌اند.
یال‌ها بر دو نوع ساده و جهت دار هستند، که هر کدام در جای خود کاربردهای بسیاری دارد؛ مثلاً اگر صرفاً اتصال دو نقطه -مانند اتصال تهران و زنجان با کمک آزادراه- مد نظر شما باشد، کافیست آن دو شهر را با دو نقطه نمایش داده، و اتوبان مزبور را با یالی ساده نمایش دهید. اما اگر بین دو شهر جاده‌ای یکطرفه وجود داشته باشد آنگاه لازمست تا شما با قرار دادن یالی جهت دار مسیر حرکت را در آن جاده مشخص کنید. همچنین برای اینکه فاصله بین دو شهر را در گراف نشان دهید، می‌توانید از گراف وزن دار استفاده کنید و مسافت بین شهرها را با یک عدد بر روی هر یال نشان دهید.
آغاز نظریهٔ گراف به سدهٔ هجدهم بر می‌گردد. لئونارد اویلر ریاضیدان بزرگ مفهوم گراف را برای حل مسئله پل‌های کونیگسبرگ ابداع کرد اما رشد و پویایی این نظریه عمدتاً مربوط به نیم سدهٔ اخیر و با رشد علم انفورماتیک بوده‌است.
مهم‌ترین کاربرد گراف مدل‌سازی پدیده‌های گوناگون و بررسی بر روی آنهاست. با گراف می‌توان به راحتی یک نقشه بسیار بزرگ یا شبکه‌ای عظیم را در درون یک ماتریس به نام ماتریس وقوع گراف ذخیره کرد یا الگوریتمهای مناسب مانند الگوریتم دایکسترا یا الگوریتم کروسکال و… را بر روی آن اعمال نمود.
یکی از قسمت‌های پرکاربرد نظریهٔ گراف، گراف مسطح است که به بررسی گراف‌هایی می‌پردازد که می‌توان آن‌ها را به نحوی روی صفحه کشید که یال‌ها جز در محل رأس‌ها یکدیگر را قطع نکنند. این نوع گراف در ساخت جاده‌ها و حل مسئله کلاسیک و قدیمی سه خانه و سه چاه آب به کار می‌رود.
نظریه گراف یکی از پرکاربردترین نظریه‌ها در شاخه‌های مختلف علوم مهندسی (مانند عمران)، باستان‌شناسی (کشف محدوده یک تمدن) و… است.
روابط میان رأس‌های یک گراف را می‌توان با کمک ماتریس بیان کرد.
برای نمایش تصویری گراف‌ها معمولاً از نقطه یا دایره برای کشیدن رأس‌ها و از کمان یا خط راست برای کشیدن یال بین رأس‌ها استفاده می‌شود.

## رابطه‌ها و ماتریس‌ها
در قسمت گراف‌ها به هر گراف یک ماتریس صفر و یک نسبت داده می‌شود. ماتریس مجاورت گراف‌های جهت دار هم به‌طور مشابه تعریف می‌شود. به‌طور مثال ماتریس مجاورت گراف جهت دار زیر به صورت مقابل است:
پس می‌توان این ماتریس را متناظر با رابطه مقابل در نظر گرفت. توجه کنید که درایه‌های ij ام ماتریس مساوی با ۱ است اگر و تنها اگر iRj.
اکنون می‌توانیم ویژگی‌های‌های مربوط به رابطه‌ها را برای ماتریس‌ها بیان کنیم؛ مثلاً ویژگی بازتابی یعنی این که همه درایه‌های قطر اصلی ماتریس ۱ باشند. بقیه ویژگی‌ها را به زبان ماتریس بیان کنید.
در این‌جا فقط صرفاً ماتریس‌های صفر و یک را در نظر می‌گیریم تا بتوانیم عملیات‌های ضرب و جمع را برای یک مجموعه صفر و یک به دست آوریم.